# Asplenium sumatranum
Asplenium sumatranum är en svartbräkenväxtart som beskrevs av William Jackson Hooker. Asplenium sumatranum ingår i släktet Asplenium och familjen Aspleniaceae. Inga underarter finns listade.